# Pykara
Pykara is een geslacht van hooiwagens uit de familie Assamiidae.
De wetenschappelijke naam Pykara is voor het eerst geldig gepubliceerd door Roewer in 1929. 

## Soorten
Pykara is monotypisch en omvat slechts de volgende soort:
- Pykara coxalis